# Muzeum Zagłębia Staropolskiego w Sielpi
Muzeum Zagłębia Staropolskiego w Sielpi – muzeum, położone we wsi Sielpia Wielka (powiat konecki). Placówka mieści się w dawnym zespole produkcyjnym, obejmującym pudlingarnię i walcownię, powstałym w pierwszej połowie XIX wieku i stanowi oddział Muzeum Techniki i Przemysłu NOT w Warszawie.

## Historia
Zakład w Sielpi powstał w latach 1821–1841 z inicjatywy Stanisława Staszica i Ksawerego Druckiego Lubeckiego na terenie Staropolskiego Okręgu Przemysłowego. Budowę obiektów przemysłowych oraz osiedla robotniczego sfinansował Bank Polski. Rocznie produkował on około trzech tysięcy ton wyrobów stalowych. Działający w oparciu o węgiel drzewny zakład podupadł pod koniec XIX wieku, jednak został zamknięty dopiero w 1921 roku. Od 1934 roku pełnił funkcję placówki muzealnej. Podczas II wojny światowej muzeum zostało zdewastowane i obrabowane przez Niemców (wywieziono z niego 72 wagony żelaza, urządzeń i wyposażenia). W latach 1956–1959 obiekt odremontowano, a w 1962 roku nastąpiła jego reaktywacja, tym razem jako oddział warszawskiego muzeum.
Aktualnie ekspozycja obejmuje zespół dawnych zabudowań, wraz z urządzeniami walcowniczymi i hutniczymi. Do najcenniejszych eksponatów należą: 8-metrowe koło wodne, wykonane według projektu Filipa de Girarda oraz około 30 maszyn z przełomu XVIII i XIX wieku, takich jak tokarki, strugarki, prasy, wiertarki i obrabiarki. W ramach ekspozycji plenerowej prezentowane jest koło wodne wraz z młotem, pochodzące z  XVI-wiecznej kuźni.
Muzeum jest obiektem całorocznym. Wstęp jest płatny.

## Galeria

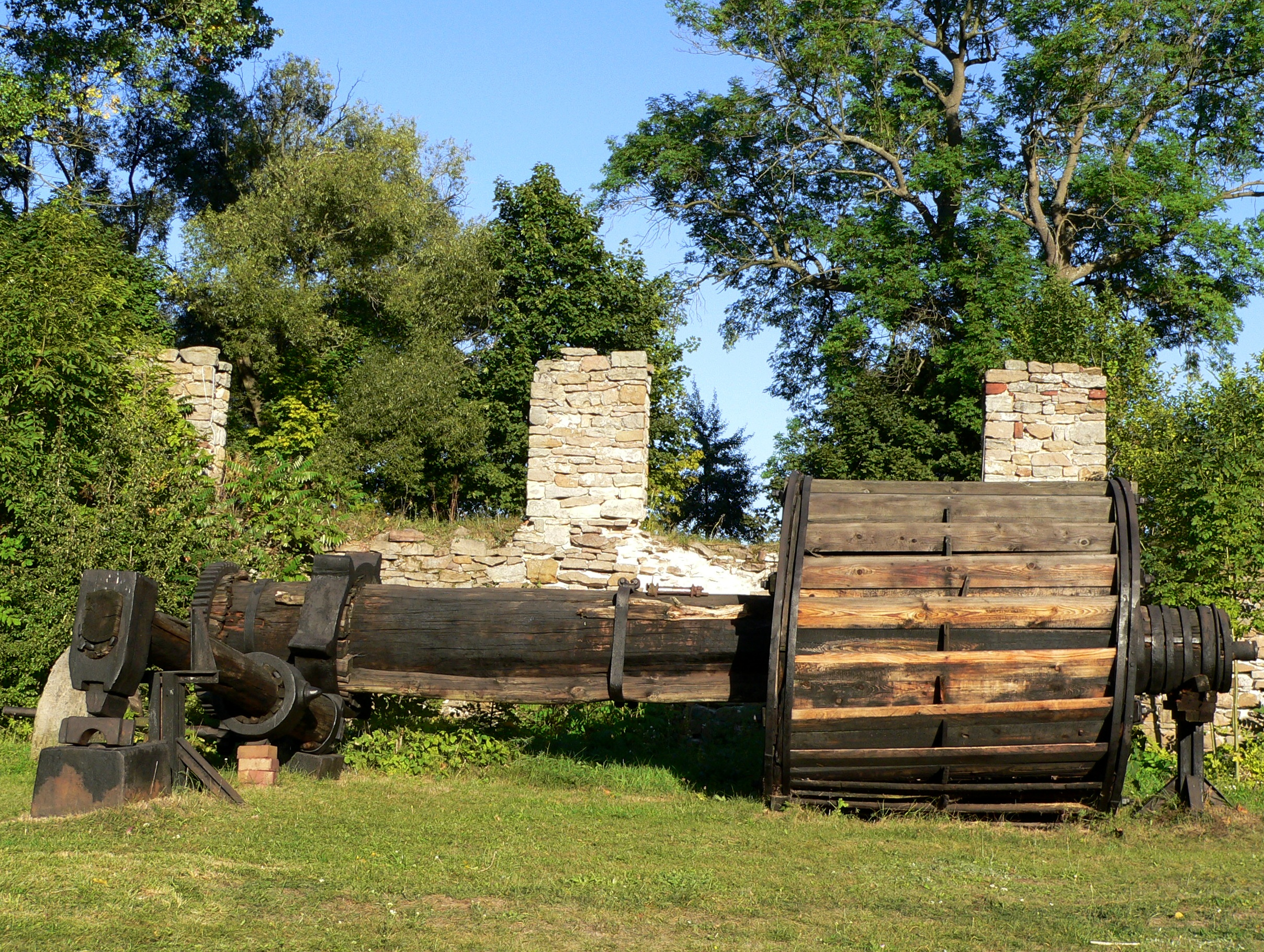
Koło wodne wraz z młotem
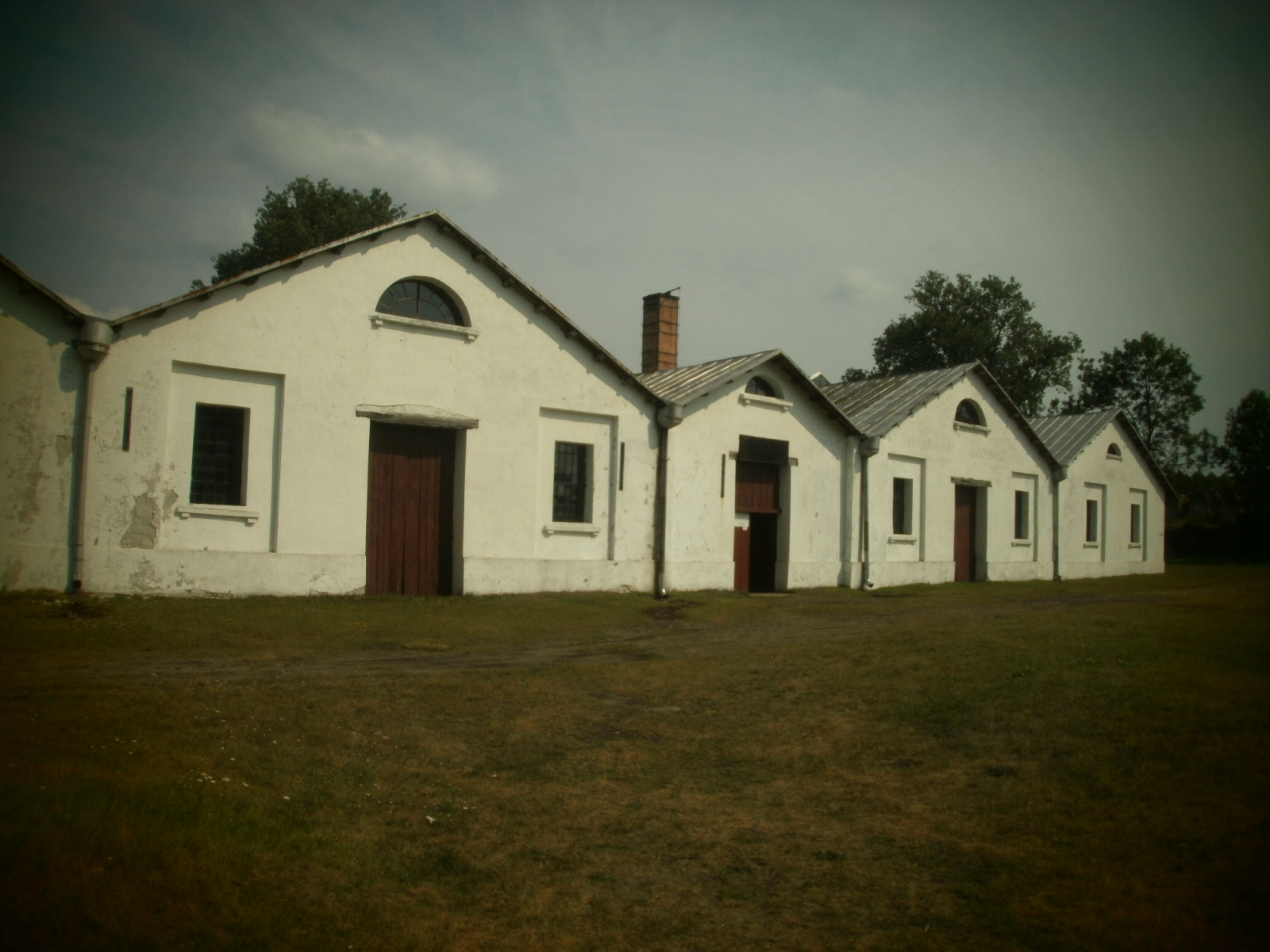
Zabudowania zakładu
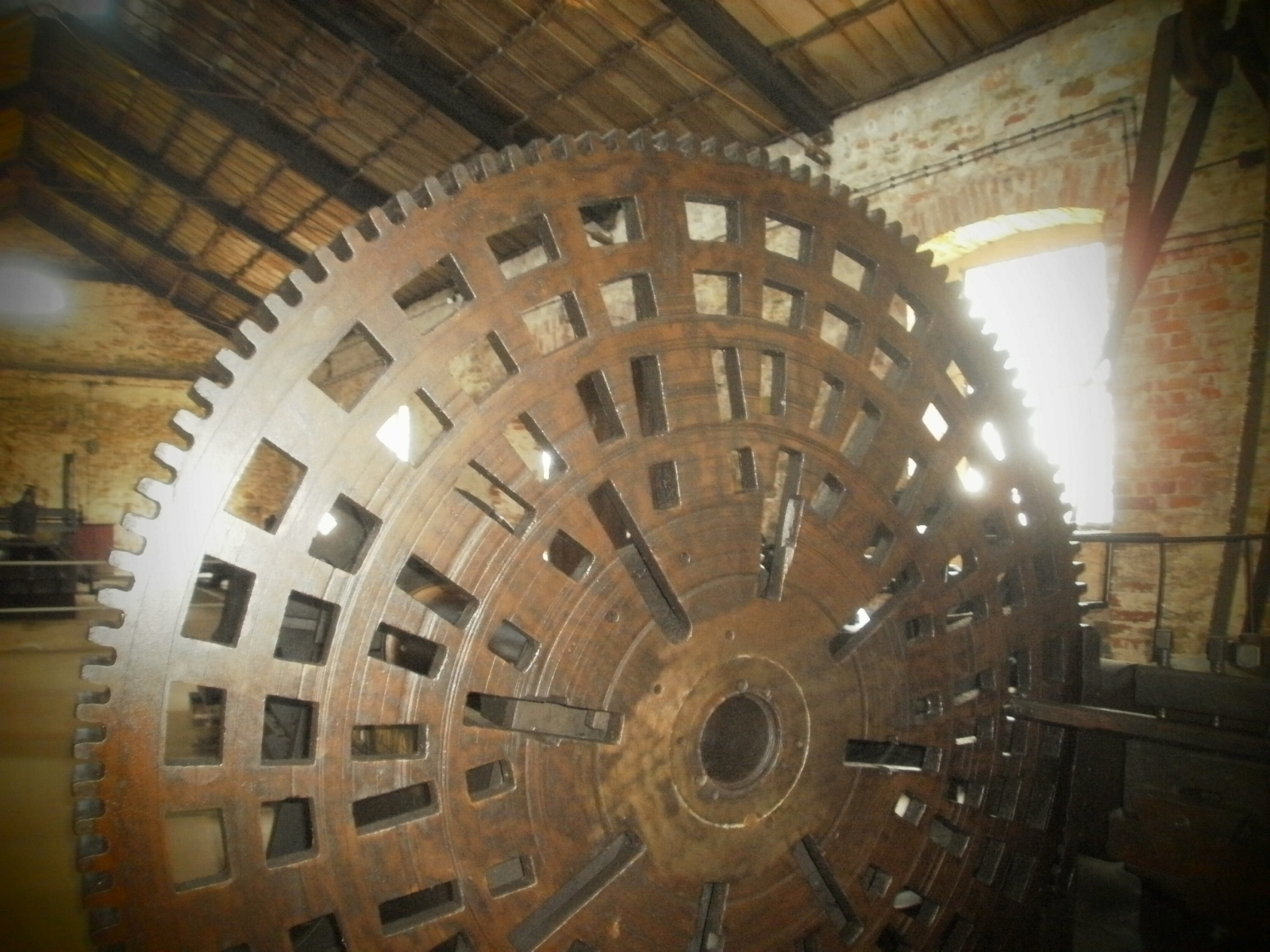
Eksponat muzeum
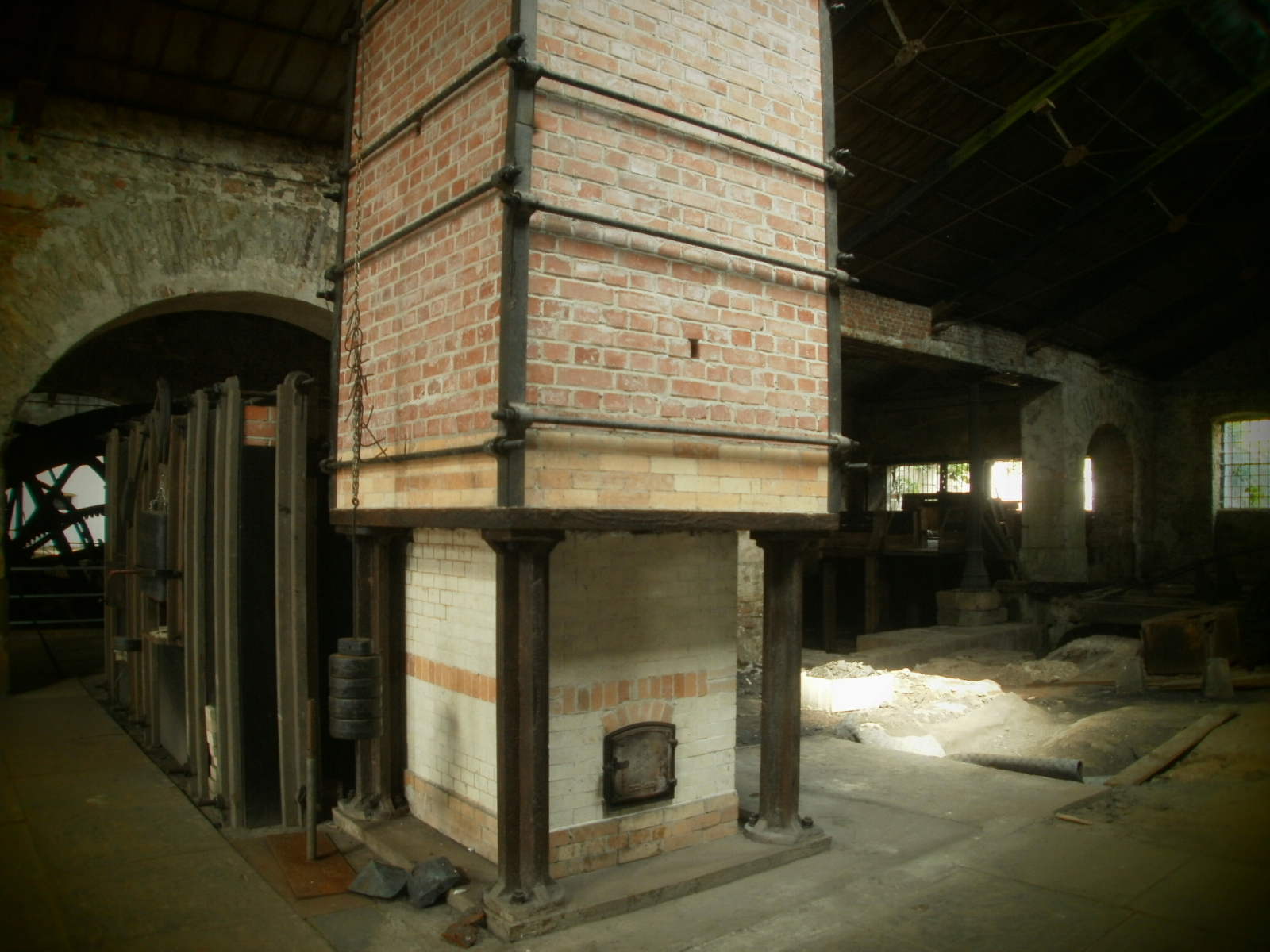
Wnętrze muzeum